# Яровой, Тимофей Иванович
Тимофей Иванович Яровой (1857—1932) — крестьянин, депутат Государственной думы II созыва от Харьковской губернии.

## Биография

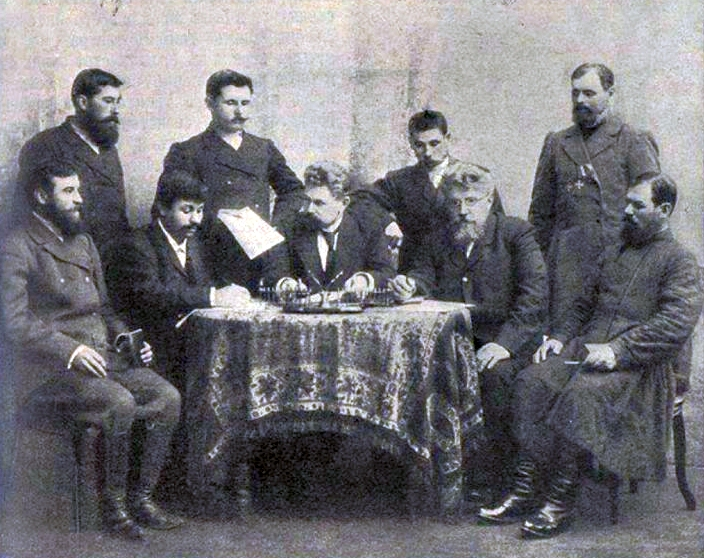
Члены Государственной Думы II созыва от Харкьковской губернии. Сидят: А.С. Лопатин, П.М. Рыбальченко, Н.Н. Познанский, М.К. Попов, Т.Н. Яровой; стоят: И.П. Литвинов, Ф.К. Васютин, И.С. Пелипенко, М.И. Деревянко

По национальности украинец («малоросс»). Крестьянин села Тучное Тучнянской волости Лебединского уезда Харьковской губернии. Выпускник сельской школы. Участвовал в русско-турецкой войне 1877—1878 годов. Председатель Тучнянского волостного суда. Занимался земледелием на наделе площадью 21/4 десятины. Годовой заработок составлял 20 рублей. 
7 февраля 1907 года избран в Государственную думу II созыва от общего состава выборщиков Харьковского губернского избирательного собрания. Вошёл в состав в Трудовой группы и фракции Крестьянского союза.
В июле  1906 года против Ярового было выдвинуто обвинение в краже кошелька с десятью рублями и должностного знака у крестьянина Михаила Молчанова. Полицейское дознание по этому поводу состоялось только 24 марта 1907 года. Так как Яровой был защищён как депутат Думы согласно Положению о выборах в Государственную думу и ст. 20–21 Учреждения Думы, премьер-министр П. А. Столыпин обратился к председателю Государственной Думы Ф. А. Головину с тем, что рассмотрение данного случая направлено "на Ваше, Милостивый Государь, распоряжение, прошу Вас о последующем не оставить меня уведомлением".
После роспуска 2-й Государственной Думы вернулся на родину. В документах Департамента полиции сообщается, что Яровой был агитатором Крестьянского союза.
По сведениям семьи умер в 1932 году в ссылке в Нарымском крае.

### Рекомендуемые источники
- Колесниченко Д. А. Состав Трудовой группы в I и II Государственных думах: Сводная таблица членов фракции. М, 1988. С. 118-119.

### Архивы
- Российский государственный исторический архив. Фонд 1278. Опись 1 (2-й созыв). Дело 518; Дело 541. Лист 20 оборот.